# Aneurin Bevan
Aneurin Bevan (Monmouthshire, 15 de novembro de 1897 - Buckinghamshire, 6 de julho de 1960) foi um político britânico que, ainda jovem, ingressou no Partido do Trabalho de Gales vindo a ser eleito à Câmara dos Comuns em 1929.

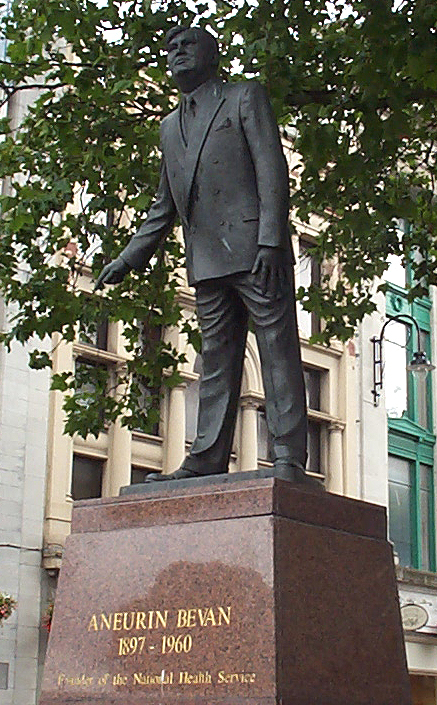
Estátua de Aneurin Bevan em Cardiff.

Bevan superou um problema de fala para se converter em um respeitado orador. Como Ministro da Saúde do governo de Clement Attlee (1945–1951), "Nye" Bevan (outra forma pela qual foi conhecido), estabeleceu o Serviço Nacional de Saúde.
Também foi Ministro do Trabalho (1951), mas renunciou em protesto contra os gastos de rearmamento que reduziram a arrecadação para programas sociais. Considerado uma figura controversa dentro do Partido do Trabalho, presidiu sua própria corrente de pensamento, o Bevanismo, e foi líder do partido até 1955.